# Tom Wolfe
Tom Wolfe, właśc. Thomas Kennerly „Tom” Wolfe (ur. 2 marca 1930 w Richmond w Wirginii, zm. 14 maja 2018 w Nowym Jorku) – amerykański pisarz i dziennikarz. Jeden z twórców nurtu Nowego Dziennikarstwa w latach 60. i 70. Konserwatysta z przekonania – w kampanii prezydenckiej w 2004 popierał George’a W. Busha.
W Polsce wydano od 1993 roku książki:
- S-kadra; 2. wydanie: Najlepsi. Kowboje, którzy polecieli w kosmos (The Right Stuff, 1979, reportaż o pierwszych amerykańskich astronautach, sfilmowany w 1983 r., polski tytuł filmu: Pierwszy krok w kosmos)
- Próba kwasu w elektrycznej oranżadzie (The Electric Kool-Aid Acid Test, 1968, reportaż)
- Ognisko próżności (The Bonfire of the Vanities, 1987, powieść, sfilmowana w 1990 roku)
- Facet z zasadami (A Man in Full, 1998, powieść)
- Nazywam się Charlotte Simmons (I Am Charlotte Simmons, powieść).
- Honor krwi (Back to Blood, powieść, 2012, wyd. polskie 2015, Albatros)